# Тропически писклив чухал
Тропическият писклив чухал (Megascops choliba) е вид птица от семейство Совови (Strigidae).

## Разпространение и местообитание
Разпространен е в Аржентина, Боливия, Бразилия, Венецуела, Гвиана, Еквадор, Колумбия, Коста Рика, Панама, Парагвай, Перу, Суринам, Тринидад и Тобаго, Уругвай и Френска Гвиана.